# Club Baloncesto Caja Bilbao
El Club Baloncesto Caja Bilbao fue un equipo profesional de baloncesto que tuvo su sede en Bilbao. Fundado en 1983, disputó cinco ediciones de la Liga ACB, alcanzando en 1988 las semifinales de la Copa del Rey.

## Historia
El club se fundó en 1983, volviendo a situar a Bilbao en la élite del baloncesto, como años atrás habían hecho los históricos Águilas y KAS Bilbao. En sólo cuatro años logró una plaza en la entonces recién creada liga ACB, en la que se mantendría entre 1986 y 1991. Tras descender a la Primera B, en 1994 logró de nuevo el ascenso a la máxima categoría, pero no se materializaría debido a la falta de apoyo económico que recibió el conjunto y que entre otras cosas imposibilitó el ascenso, llevando a la desaparición del club.

## Trayectoria
| Temporada | Nivel | División      | Pos. | G–P   | Copa del Rey  | Competiciones europeas | Competiciones europeas | Competiciones europeas |
| --------- | ----- | ------------- | ---- | ----- | ------------- | ---------------------- | ---------------------- | ---------------------- |
| 1984–85   | 2     | 1ª División B | 4º   | 17–9  |               |                        |                        |                        |
| 1985–86   | 2     | 1ª División B | 2º   | 20–5  |               |                        |                        |                        |
| 1986–87   | 1     | Liga ACB      | 9º   | 13–18 | Semifinalista | Copa Príncipe          | QF                     |                        |
| 1987–88   | 1     | Liga ACB      | 12º  | 15–15 |               | Copa Príncipe          | R16                    |                        |
| 1988–89   | 1     | Liga ACB      | 11º  | 17–24 | Ronda de 16   |                        |                        |                        |
| 1989–90   | 1     | Liga ACB      | 15º  | 16–13 | Ronda de 16   |                        |                        |                        |
| 1990–91   | 1     | Liga ACB      | 23º  | 15–28 | 1ª ronda      |                        |                        |                        |
| 1991–92   | 2     | 1ª División   | 9º   | 21–15 |               |                        |                        |                        |
| 1992–93   | 2     | 1ª División   | 3º   | 32–12 |               |                        |                        |                        |
| 1993–94   | 2     | 1ª División   | 1º   | 37–13 |               |                        |                        |                        |

## Jugadores destacados
- Juan Manuel López Iturriaga
- Joe Kopicki
- Darrell Lockhart
- Toñín Llorente
- Román Carbajo
- Chinche Lafuente
- Mark Simpson
- Wallace Bryant
- Eugene McDowell
- Ferran López
- Jota Davalillo